# Steeve Louissaint
Steeve Louissaint (nacido el 11 de noviembre de 1987 en Yverdon-les-Bains) es un jugador de baloncesto suizo que actualmente pertenece a la plantilla de los Lions de Genève de la LNA, la máxima división suiza. Con 1,91 metros de altura puede jugar tanto en la posición de Base como en la de Escolta. Es internacional absoluto con Suiza.

## Trayectoria profesional

### Inicios
Se formó en la cantera del Groupe E Union Neuchâtel, debutando con el primer equipo de la LNA en la temporada 2005-2006, con tan solo 18 años.

### BC Boncourt Red Team
En el verano de 2006, firmó por el BC Boncourt Red Team, permaneciendo en el club hasta 2009.
En su primera temporada (2006-2007), disputó la FIBA EuroCup Challenge, que por entonces era la 4.ª competición europea. Su equipo quedó último del Grupo B.
Jugó 6 partidos con un promedio de 0,7 puntos (50% en tiros de 2) y 1 rebote en 7 min de media.
En su última temporada en el equipo (2008-2009), jugó 28 partidos con un promedio de 5,2 puntos (40 % en triples y 83,7 % en tiros libres), 1,6 rebotes, 3,3 asistencias y 1,4 robos en 20,8 min de media.

### BBC Monthey
En el verano de 2009, fichó por el BBC Monthey, permaneciendo en el club hasta 2012. Fue subcampeón de la Copa Suiza de Baloncesto en 2011 y 2012.
En su primera temporada (2009-2010), jugó 32 partidos con un promedio de 6,8 puntos (56,7 % en tiros de 2, 35,3 % en triples y 75,5 % en tiros libres), 1,9 rebotes, 2,3 asistencias y 1,6 robos en 26,7 min.
En su segunda temporada (2010-2011), jugó 33 partidos con un promedio de 6,8 puntos (31,4 % en triples y 60,5 % en tiros libres), 2,5 rebotes, 3,3 asistencias y 2,1 robos en 25,4 min.
Finalizó la temporada como el 10.º en robos de la LNA.
En su tercera y última temporada (2011-2012), jugó 25 partidos con un promedio de 5,4 puntos (72,4 % en tiros libres), 2,5 rebotes, 1,9 asistencias y 1,6 robos en 24,2 min.
Disputó un total de 90 partidos con el conjunto de Monthey entre las tres temporadas, promediando 6,3 puntos (30,7 % en triples y 69,4 % en tiros libres), 2,3 rebotes, 2,5 asistencias y 1,7 robos en 25,4 min de media.

### Regreso al Union Neuchâtel Basket
Firmó por el Union Neuchâtel Basket para la temporada 2012-2013, regresando de esta manera al club donde se formó. Se proclamó campeón de la Copa Suiza de Baloncesto en 2013.
Disputó 26 partidos de liga y 7 de play-offs con el cuadro de Neuchâtel, promediando en liga 5,6 puntos (35,7 % en triples y 64,3 % en tiros libres), 2,1 rebotes y 2,3 asistencias en 21,3 min de media, mientras que en play-offs promedió 8,9 puntos (52,9 % en triples y 79,2 % en tiros libres), 1,4 rebotes y 2,6 asistencias en 22 min de media.

### Lions de Genève
El 8 de julio de 2013, los Lions de Genève, anunciaron su fichaje para la temporada 2013-2014, donde permanece en la actualidad. Se proclamó campeón de la Copa Suiza de Baloncesto en 2014 y 2017 y en 2015 de la LNA y de la Copa de la Liga de Suiza.
En su primera temporada (2013-2014), jugó 28 partidos de liga y 4 de play-offs, promediando en liga 5,6 puntos (31,3 % en triples y 72,7 % en tiros libres), 2,5 rebotes y 1,1 asistencias en 22,3 min, mientras que en play-offs promedió 8,8 puntos (54,5 % en tiros de 2, 60 % en triples y 100 % en tiros libres) y 2 rebotes en 18,3 min.
En su segunda temporada (2014-2015), jugó 30 partidos de liga y 7 de play-offs, promediando en liga 4,6 puntos (36 % en triples y 75 % en tiros libres), 2,1 rebotes y 1,5 asistencias en 19,3 min, mientras que en play-offs promedió 2,9 puntos (35,7 % en triples) y 1,6 rebotes en 13,9 min.
En su tercera temporada (2015-2016), jugó 27 partidos de liga y 6 de play-offs, promediando en liga 5,4 puntos (52,3 % en tiros de 2, 35 % en triples y 65,4 % en tiros libres), 2,6 rebotes y 2,1 asistencias en 22,9 min, mientras que en play-offs promedió 3,5 puntos (75 % en tiros libres), 2,3 rebotes y 1,3 asistencias en 21,7 min.

## Selección nacional

### Categorías inferiores
Internacional con las categorías inferiores de la selección de baloncesto de Suiza, disputó el Europeo Sub-20 División B de 2006, celebrado en Lisboa, Portugal, donde la selección suiza quedó en 15.ª posición, y el Europeo Sub-20 División B de 2007, celebrado en Varsovia, Polonia, donde la selección suiza quedó en 16.ª posición.
En el Europeo Sub-20 División B de 2006 jugó 8 partidos con un promedio de 2,3 puntos (33,3 % en triples), 1,9 rebotes, 1,1 asistencias y 1,3 robos en 15,8 min de media.
En el Europeo Sub-20 División B de 2007 jugó 7 partidos con un promedio de 4,1 puntos (33,3 % en triples), 1,1 rebotes, 3,9 asistencias y 1,7 robos en 22,3 min de media. Fue el máximo asistente y el 1.º en robos de su selección.
Finalizó el Europeo Sub-20 División B de 2007 como el 7.º máximo asistente.

### Absoluta
Debutó con la selección de baloncesto de Suiza en el EuroBasket División B de 2009, quedando Suiza 2.ª del Grupo B.
Jugó 8 partidos con un promedio de 3,1 puntos (35,3% en triples y 62,5% en tiros libres), 1,1 rebotes y 1,5 asistencias en 15,5 min de media.
Participó en el EuroBasket División B de 2011, quedando Suiza 2.ª del Grupo C.
Jugó 5 partidos con un promedio de 4,6 puntos (57,1 % en tiros de 2, 33,3 % en triples y 50% en tiros libres), 2,8 rebotes, 3 asistencias y 1 robo en 20,8 min de media. Fue el 1.º en robos de su selección.
Finalizó el EuroBasket División B de 2011 como el 13.º máximo asistente.
Disputó la Fase de Clasificación para el EuroBasket 2013, celebrado en Eslovenia, no logrando Suiza clasificarse.
Jugó 7 partidos con un promedio de 2,3 puntos (50% en triples), 1 rebote y 1 asistencia en 11,3 min de media.
Participó en la Clasificación para el EuroBasket 2017, celebrado entre Finlandia, Israel, Rumania y Turquía, no logrando Suiza clasificarse.
Jugó 6 partidos con un promedio de 1 punto (50% en tiros de 2 y 50% en tiros libres) en 10,2 min de media.